# 필리프 폰 슈타우펜베르크
필리프 솅크 그라프 폰 슈타우펜베르크(독일어: Philippe von Stauffenberg, 1964년 5월 17일 ~ )는 영국 런던에 거주하는 독일 사업가이다. 그는 플라스틱 재활용 및 인증 회사인 Greenback Recycle Technologies의 CEO이자 설립자이다.